# Song Ping
Song Ping (chinês: 宋平; nascido em 24 de abril de 1917) é um revolucionário comunista chinês e um político aposentado de alto escalão do Partido Comunista da China. Foi membro do Comitê Permanente do Politburo no início dos anos 90, e é considerado o único membro vivo da Segunda Geração de Liderança Chinesa.

## Biografia
Song subiu na hierarquia do partido até se tornar o Primeiro Secretário do Partido Comunista na província de Gansu, e posteriormente Ministro de Organização do partido. Song era responsável pela recomendação, nomeação e promoção dos quadros superiores.
Durante seu tempo como chefe do Partido de Gansu, Song Ping tornou-se mentor de dois jovens - Hu Jintao e Wen Jiabao - que viriam a se tornar Secretário-Geral do Partido Comunista da China e Primeiro-Ministro do Conselho de Estado, respectivamente.
Em 1987, Song deixou a Comissão de Planejamento para substituir Wei Jianxing como chefe do Departamento de Organização Central do Partido Comunista. Em 1989, Song anunciou a decisão do Partido Comunista de expulsar os membros que simpatizavam com as manifestações pró-democracia que ocorreram naquele ano.
Ele deixou o cargo de membro do Comitê Permanente do Politburo em 19 de outubro de 1992.
Em abril de 2017, Song completou 100 anos.